# پل لمبت
پل لمبت یک پل ترافیک جاده‌ای و عابر پیاده است که از رودخانه تیمز در جهت شرق به غرب در مرکز لندن عبور می‌کند. رودخانه در نقطه عبور به سمت شمال جریان دارد. پل بعدی پل وست‌مینستر است در بالادست آن نیز پل ووکسهال قرار دارد.
برجسته‌ترین رنگ در طرح رنگ این پل، قرمز است، همان رنگ نیمکت‌های چرمی مجلس اعیان بریتانیا که در انتهای جنوبی کاخ وست‌مینستر است. این بر خلاف پل وست‌مینستر است که عمدتاً سبز رنگ است، همان رنگ نیمکت‌های مجلس عوام در انتهای شمالی ساختمان پارلمان واقع شده است.
در سمت شرق لمبت، کاخ لمبت، خاکریز آلبرت، بیمارستان سنت‌توماس و سازمان بین‌المللی دریانوردی قرار دارند. در سمت غربی آن در وست‌مینستر، خانه تیمز (مرکز ام‌آی۵)، پشت آن هورسفری هاوس (مرکز خدمات مشروط ملی)، خانه کلیلند و خانه آبل (مرکز خدمات زندان اچ ام) و برج میل بنک و تیت بریتانیا قرار دارد. کاخ وست‌مینستر از طریق باغ برج ویکتوریا با یک پیاده‌روی کوتاه در پایین دست به سمت شمال در دسترس است.

## تاریخچه
پل لمبت در محل هورس فری، بین کاخ وست‌مینستر و کاخ لمبث در ساحل جنوبی قرار دارد.
1. ↑  Lambeth Bridge and its predecessor the Horseferry